# 理查德·贝尔克雷迪伯爵
理查德·贝尔克雷迪伯爵（英語：Count Richard Belcredi，1823年2月12日—1902年12月2日） 奥地利帝国政治家。他以瑞士宪法为蓝本制定一部联邦宪法。他的所谓“伯爵内阁”（1865年7月27日－1867年2月3日）是主张实行保守的联邦制的最后一届奥地利政府。

## 生平
贝尔克雷迪1823年2月12日出生于摩拉维亚伊姆拉莫夫。他出身地主家庭，在布拉格和维也纳法律学校受教育，1842年出任公职，1854年任兹诺伊莫区队长，1860年任奥地利-西里西亚总督，1864年任帝国驻布拉格代表和波希米亚总督。1865年2月任首相兼内政部长，与外交部长亚历山大·冯·蒙斯多夫-普伊伯爵、财政部长约翰·拉里施·冯·门尼希和匈牙利部长埃斯特黑齐伯爵组成“伯爵内阁”，他取消了1861年的《2月特许令》（该令目的在于将奥地利建成为一个中央集权、说德语的国家）作为对斯拉夫民族集团，特别是对捷克人的让步。他还规定波希米亚各学校要以捷克语为教学语言。这些措施激怒了弗朗茨·约瑟夫一世皇帝信任的德国官员。在奥地利对意大利和普鲁士的七星期战争失败之后，他辞去首相职务。1881—1885年任奥地利行政法院院长。

## 备注
本条目包含来自公有领域出版物的文本: Chisholm, Hugh (编).  (第11版). London: Cambridge University Press. 1911.
1. 1 2 3 4 5  
  "Belcredi, Richard Graf" (bio), aeiou Encyclopedia, 2008
  (see below: References).